# 황대성
황대성(黄大城, 1989년 12월 20일~)은 대한민국의 축구 선수로 포지션은 수비수이다.